# Катастрофа Ан-10 в Кишинёве
В пятницу 15 мая 1970 года в районе Кишинёва потерпел катастрофу учебный Ан-10 (ШВЛП ГА), в результате чего погибли 11 человек.

## Самолёт
Ан-10 с бортовым номером 11149 (заводской — 9400802, серийный — 08-02) был выпущен Воронежским авиазаводом 16 января 1959 года и передан Главному управлению гражданского воздушного флота, которое к 9 мая направило его в расположенную в Ульяновске Школу высшей лётной подготовки гражданского воздушного флота. Всего на момент катастрофы авиалайнер имел 4641 час налёта и 11 820 посадок.

## Экипаж
Всего на борту самолёта находились 4 инструктора и 7 слушателей из ШВЛП:
- КВС-инструктор В. Г. Воробьёв
- штурман-инструктор Ю. Ф. Свистунов
- бортмеханик-инструктор Е. Ф. Калагаев
- бортрадист-инструктор И. Р. Устинов
- пилоты-слушатели: Л. И. Суханюк, Б. В. Мельников, В. С. Щербаков, В. А. Зеленов
- штурман-слушатель Ю. И. Неладнов
- бортмеханик-слушатель Н. М. Веряев
- бортрадист-слушатель В. П. Даньшин

## Катастрофа
Экипаж прилетел из Ульяновска в Кишинёв 13 мая с целью проведения учебных полётов по КУЛП на Ан-10. 15 мая в 05:04 самолёт взлетел с Куйбышевского аэродрома, после чего были выполнены 7 полётов по прямоугольному маршруту (задание № 1). Затем в 09:00 Ан-10 вновь взлетел с аэродрома и экипаж отработал сперва задание № 2 (вывозные полёты по прямоугольному маршруту), а затем и № 3 (полеты по ППП с использованием РТС). Далее предстояло выполнить задание № 4 — заход и расчёт на посадку при последовательном выключении двух двигателей на одной стороне крыла, хотя по программе это задание должно было выполняться в Одесском аэропорту, где более длинная ВПП. Тем не менее, в 11:34 с борта самолёта запросили разрешение на взлёт и заход на посадку на двух двигателях с учебной целью, на что диспетчер СДП (старта) дал уточнение: «Все заходы на двух дополнительно», а затем разрешил взлёт. Самолёт в этот момент пилотировали сидящий в левом кресле пилот-слушатель Суханюк и сидящий в правом кресле КВС-инструктор Воробьёв. Подтвердив получение разрешения, экипаж выполнил взлёт, при этом в процессе набора высоты и до первого разворота был зафлюгирован воздушный винт силовой установки № 4 (крайний правый).
На небе стояли кучевые облака высотой 1000 метров, дул умеренный северо-западный ветер, температура воздуха составляла +15 °C, а видимость достигала 10 километров. Третий разворот выполнялся по команде с земли и с небольшим запозданием, в результате чего после четвёртого разворота самолёт оказался не в 16 километрах от ВПП, как предусмотрено схемой, а в 21 километре. Когда авиалайнер вошёл в глиссаду, КВС-инструктор доложил: «вошёл в глиссаду, шасси выпустил, к посадке готов», на что диспетчер дал разрешение на посадку. До БПРМ Ан-10 снижался без видимых отклонений, но при пролёте БПРМ попал в нисходящие воздушные потоки, при этом экипаж исправил расчёт на посадку и увеличил режим работы двух левых двигателей (оба правых были зафлюгированы, но диспетчеру об этом не доложили), что, однако, привело к появлению небольшого правого крена, при этом снижающийся авиалайнер начал уклоняться вправо на 10—15° от оси полосы. Затем экипаж устранил крен и прекратил снижение, хотя самолёт с выпущенными шасси и закрылками на 22° на двух работающих левых двигателях всё ещё продолжал уклоняться вправо. При скорости 250 км/ч и на высоте 100 метров КВС-инструктор принял решение уходить на второй круг, хотя высота и скорость были ниже рекомендованных РЛЭ.
| КВС-инструктор | Ушли на второй круг      |
| Диспетчер      | Что-то у вас страшновато |
| КВС-инструктор | Ничего, нормально        |
| Диспетчер      | На низкой высоте уходите |

Авиалайнер прошёл справа от СДП и в 150 метрах правее ВПП, когда режим работы двигателей был увеличен до взлётного. Самолёт перешёл было в набор высоты, но возникшая асимметрия тяги (работали только левые двигатели) при малой скорости полёта привели к возникновению значительного разворачивающего момента, который начал вводить самолёт во всё увеличивающийся правый крен. Поняв, что самолёт переходит в снижение и возникшую катастрофическую ситуацию не исправить, экипаж в последний момент увёл падающую машину от посёлка Ревака, для чего уменьшил режим работы двигателя № 1 (крайний левый) и отвернул вправо.
В 11:49 с правым креном 90° Ан-10 врезался в землю 1850 метрах от оси ВПП и полностью разрушился. Все 11 человек на борту погибли. По имеющимся сведениям, на настоящее время (2015 год) это крупнейшая по числу жертв авиакатастрофа на территории Молдовы.

## Причины
Главная причина ЛП: ошибка в технике пилотирования при заходе на посадку и неправильное принятие решения об уходе на второй круг при условиях, не обеспечивающих дальнейшее продолжение полёта на двух двигателях.
Сопутствующие причины: Нарушение КВС-инструктором Воробьёвым приказа МГА о невыполнении полётов на двух двигателях на полосы длиной менее 2500 метров и указания КЛО ШВЛП о запрете таких полётов в аэропорт Кишинев, имеющим длину ВПП 2000 метров. Руководство Кишиневского ОАО не запретило эти полёты прибывшим для выполнения учебных полётов экипажам ШВЛП. Накануне другой экипаж ШВЛП также производил посадку с двумя выключенными двигателями на ВПП аэропорт Кишинев.
— 